# Culture du Cambodge
 (29 novembre 2017).

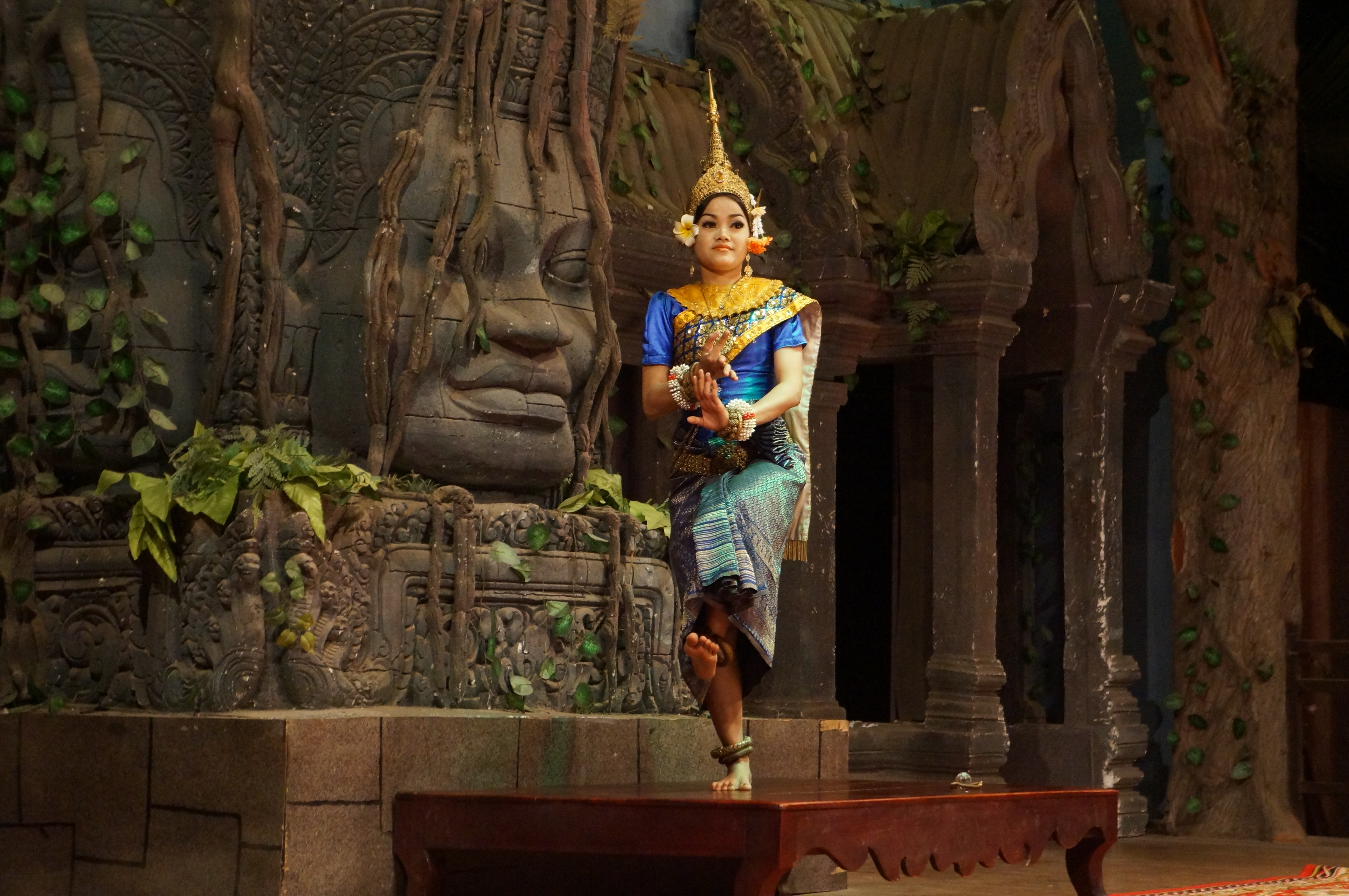
Danse classique cambodgienne à Siem Reap.

Cet article décrit succinctement différents aspects de la culture du Cambodge.
La culture du Cambodge, pays de l'Asie du Sud-Est continentale, désigne les pratiques culturelles observables de ses habitants (16 000 000, estimation 2017), toutes ethnies confondues. En participent les diasporas, dont la diaspora cambodgienne en France, les Cambodian Australians (en), les Khméro-Américains, les Khméro-Canadiens.

## Langues et peuples

### Langues
- Langues au Cambodge
- Khmer
- Alphasyllabaire khmer

#### Francophonie
Le Cambodge est devenu membre de l'Organisation internationale de la francophonie (OIF) en 1993. En effet, elle a longtemps été un protectorat français, on peut encore voir dans le pays des témoignages de cette époque.
L'un des cinq pères fondateurs de [Quoi ?] n'est autre que l'ancien roi Norodom Sihanouk.
À ce jour[Quand ?], environ 115 000 élèves au Cambodge apprennent le français.

## Traditions

### Religions
- Religion au Cambodge
- Catégorie:Religion au Cambodge
- Bouddhisme au Cambodge (> 95%)
- Islam au Cambodge (< 2%), soit environ 250 000 musulmans et une centaine de mosquées
- Christianisme au Cambodge (< 1%)
  - Catholicisme au Cambodge (0,5 %, soit 75 000 catholiques estimés vers 2000, pour 120 000 en 1953)
- Hindouisme au Cambodge,
- Animisme
- Judaïsme : Maison Chabad, Histoire des Juifs au Cambodge (en), et une centaine de pratiquants
- Bahaïsme : 16 700 adeptes en 2010
- Liberté de religion au Cambodge (en)

### Symboles
- Armoiries du Cambodge, Drapeau du Cambodge
- Nokoreach, hymne national du Cambodge

### Société
- Classes sociales au Cambodge (en)
- Organisation sociale au Cambodge (en)
- Femmes au Cambodge (en)
- Trafic sexuel au Cambodge
- Prostitution au Cambodge
- Guerre civile cambodgienne (1967-1975), Génocide cambodgien (1975-1979), Conflit cambodgien (1978-1999)

### Mythologie
- Preah Ko Preah Keo (en)
- Folklore cambodgien (en)
- Manimekhala (en) (déesse gardienne des mers en mythologie hindoue-bouddhiste)
- Suvannamaccha (princesse sirène poisson d’or)
- Mrenh kongveal (en) (esprits gardiens protecteurs, elfes)

### Fêtes
| Date                             | Nom français                                                   | Nom local           | Remarques |
| -------------------------------- | -------------------------------------------------------------- | ------------------- | --- |
| 1er janvier                      | Jour de l'An                                                   |                     | |
| 7 janvier                        | Victoire sur les Khmers rouges                                 |                     | Entrée, en 1979, des troupes vietnamiennes dans Phnom Penh, mettant fin au régime de Pol Pot. |
| Janvier-février                  | Nouvel An chinois                                              | Têt                 | Date variable suivant les années. Bien que la religion officielle soit le bouddhisme theravâda, cette fête du bouddhisme mahâyâna est pratiquée durant trois jours par les communautés chinoise et vietnamienne. Même si elle n'est pas reconnue par les autorités cambodgiennes, de nombreux commerces sont fermés pendant cette période.                                          |
| 8 mars                           | Journée internationale des droits de la femme                  |                     | |
| Vers le 15 avril suivant la lune | Nouvel An bouddhique                                           | Chaul Chhnam Khmer  | Annonce de la fin de la saison sèche. Les festivités durent plusieurs jours. |
| 1er mai                          | Fête du Travail                                                |                     | |
| Fin avril/début mai              | Illumination de Bouddha                                        | Visaka Bochea       | Date variable suivant les années. |
| Fin avril/début mai              | Fête du Sillon Sacré                                           | Chrat Preah Nongkâl | Quatrième jour de la lune décroissante du mois de mai. Fête inaugurant le début de la saison des pluies, et donc des travaux agricoles. |
| Du 13 mai au 15 mai              | Anniversaire de Sa Majesté le Roi                              |                     | |
| 1er juin                         | Journée internationale de l'Enfant                             |                     | |
| 18 juin                          | Anniversaire de Sa Majesté la Reine mère                       |                     | |
| 24 septembre                     | Journée de la Constitution et du Couronnement du Roi père      |                     | |
| Fin septembre/début octobre      | Fête des morts                                                 | Pchoum Ben          | Pleine lune. |
| 23 octobre                       | Célébration des Accords de Paris                               |                     | Les Accords de Paris, signés en 1991, rendirent au Cambodge sa souveraineté, via une période de transition sous contrôle de l'ONU jusqu'en 1993. |
| Du 30 octobre au 1er novembre    | Anniversaire de Sa Majesté le Roi père                         |                     | |
| Novembre                         | Fête des Eaux                                                  | Bon Om Teuk         | Trois jours qui précédent la pleine lune de novembre. Toute l'activité du Royaume cesse ; à Phnom Penh des centaines de milliers de Cambodgiens se rassemblent pour assister aux festivités, dont les très populaires courses de pirogues. C'est la période où le lac Tonlé Sap se remplit, à la suite de l'augmentation considérable du débit du Mékong avec lequel il communique. |
| 9 novembre                       | Fête Nationale : Fête de l'Indépendance                        |                     | |
| 10 décembre                      | Journée internationale des Droits de l'homme des Nations unies |                     | |

Note : Tout jour férié qui tombe le samedi et/ou le dimanche est reporté jusqu'au jour ouvrable suivant.

## Arts de la table

### Cuisine(s)

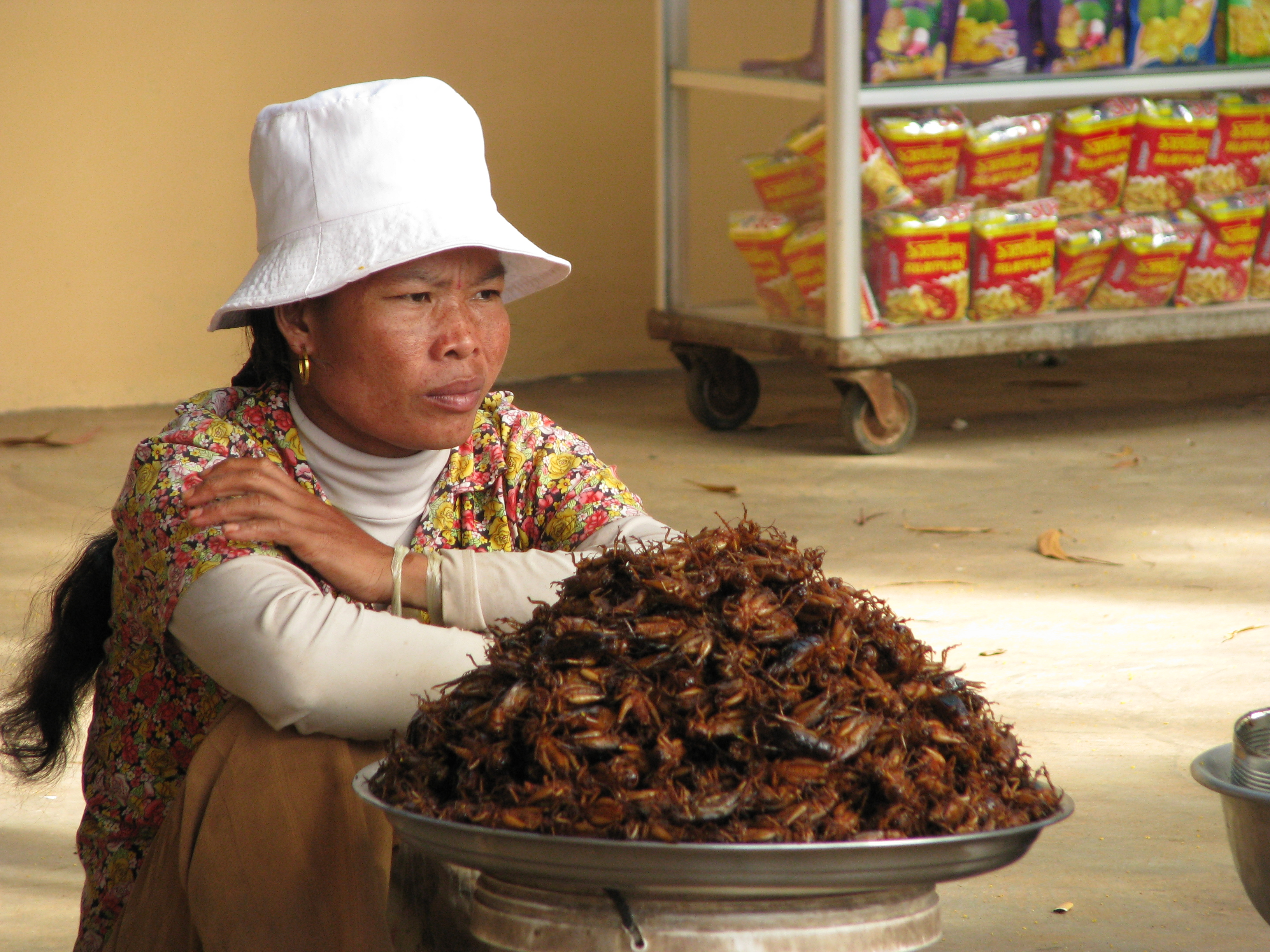
Vente d'insectes frits au marché.

La cuisine est similaire à celle de la Thaïlande, mais en moins épicée. On y retrouve également des éléments des autres régions voisines comme le curry indien, ou les nouilles chinoises. Elle a également été influencée par la cuisine française lors du protectorat.
- Catégorie:Cuisine cambodgienne

## Santé
- Catégorie:Santé au Cambodge,	Protection sociale

### Sports, arts martiaux
- Catégorie:Sport au Cambodge
- Catégorie:Sportif cambodgien
- Cambodge aux Jeux olympiques
- Cambodge aux Jeux paralympiques, Jeux paralympiques,

## Média
- Catégorie:Média au Cambodge
- Télécommunications au Cambodge (en)

### Presse
- Catégorie:Presse écrite au Cambodge

### Radio
- Catégorie:Radio au Cambodge (une soixantaine de stations)

### Télévision
- Catégorie:Télévision au Cambodge

### Internet
- Sites cambodgiens
- Blogueurs cambodgiens : Catherine Harry

## Littérature
La littérature cambodgienne a beaucoup souffert du Kampuchéa démocratique. L'Angkar supprime durant les 4 années du régime de Pol Pot tous les écrivains qui pourraient remettre en cause le régime,.
Ce sont donc souvent des auteurs français qui peuvent rendre compte de la mémoire de ce peuple durant ces années.
Récemment le sujet revient au goût du jour en raison du Tribunal spécial pour le Cambodge.
Ainsi en est-il du livre de François Bizot Le Portail, récompensé par le Prix littéraire de l'armée de terre - Erwan Bergot en 2000 et le Prix des Deux Magots en 2001 ou d'une littérature plus romanesque comme Le bouddha de bronze.
- Écrivains cambodgiens (catégorie), Écrivains cambodgiens
- Littérature cambodgienne
- Chroniques royales cambodgiennes (en)
- Reamker (en)
- Sophat (en) (1938)

## Artisanats
- Artisanat du Cambodge
- Artisans d'Angkor
- Trésors nationaux vivants[4]

Les savoir-faire liés à l’artisanat traditionnel relèvent (pour partie) du patrimoine culturel immatériel de l'humanité. On parle désormais de trésor humain vivant.
Mais une grande partie des techniques artisanales ont régressé, ou disparu, dès le début de la colonisation, et plus encore avec la globalisation, sans qu'elles aient été suffisamment recensées et documentées.

### Textiles, cuir, papier
- Krama
- Vêtements traditionnels et textiles au cambodge (en)

### Poterie, céramique, faïence
- Céramique khmère (en)[5],[6]

## Arts visuels
- Art au Cambodge
- Artistes cambodgiens
- Liste d'artistes cambodgiens (en)
- Ministère de la Culture et des Beaux-Arts du Cambodge (en)
- Art khmer
- Université royale des beaux-arts

### Art contemporain
Appelé, chakok selapak samaï, l'art contemporain cambodgien ne s'est développé que très récemment.
- Artistes contemporains cambodgiens

### Peinture
- Peintres cambodgiens : Monirith Chhea (1960c-), Vann Nath (1946-2011)...
- Vessantara Jâtaka

### Sculpture
- Sculpteurs cambodgiens : Vann Nath (1946-2011), Chanthou Oeur -1960c-, USA), Narath Tan (1962-), Chhim Sothy (1969-), Sopheap Pich (1971-) ...
- Sculpture khmer (en)

### Architecture
- Architecture au Cambodge (rubriques)[7],[8],[9],[10]
- Architectes cambodgiens
  - Vann Molyvann (1926-2017)

### Photographie
- Photographes cambodgiens, dont Vandy Rattana (1980-)

## Arts du spectacle

### Musique
- Musique cambodgienne, Sur la musique cambodgienne
- Musiciens cambodgiens
- Pinpeat
- Instruments traditionnels de musique au Cambodge (en)
- Rock cambodgien (1960-1980) (en)

### Danse
- Danse cambodgienne
- Ballet royal du Cambodge
- Norodom Bopha Devi

### Théâtre
- Théâtre au Cambodge (en)
  - Lakhon Preah Reach Trop, Lakhon Khol, Lakhon Pol Srey, Lakhon Berk Bat, Lakhon Nang Sbek
  - Yike, Lakhon bassac, Lakhon phleng kar, Lakhon ape, Lakhon kamnap, Lakhon mahori
  - Lakhon niyeay
- Théâtre d'ombres khmer
- Théâtre National Preah Suramarit (en), ou Théâtre Bassak, inauguré en 1968, détruit en 2008 : Les Artistes du théâtre brûlé (2005, film documentaire de Rithy Panh)
- Théâtre cambodgien (rubriques)
- Metteurs en scène cambodgiens : Chheng Phon, Jean-Baptiste Phou

### Autres: marionnettes, mime, pantomime, prestidigitation
- Kleinkunst, toute forme mineure des arts de scène
- Arts de la rue, Arts forains, Cirque,Théâtre de rue, Spectacle de rue,
- Marionnette, Arts pluridisciplinaires, Performance (art)…
- Arts de la marionnette au Cambodge sur le site de l'Union internationale de la marionnette

- Sbek Thom, théâtre d'ombres
- Sbek Toch, Sbek Paor, Nang Sbek

### Cinéma
- Cinéma cambodgien
- Réalisateurs cambodgiens, Scénaristes cambodgiens
- Acteurs cambodgiens, Actrices cambodgiennes
- Films cambodgiens, Films par réalisateur cambodgien

Le cinéma cambodgien, né dans les années 1950, a connu un âge d'or lors de la décennie suivante, pendant laquelle l'industrie a produit de nombreux classiques et que des salles de cinéma étaient ouvertes à travers tout le pays. L'industrie est restée vivace jusqu'à la prise de pouvoir par les Khmers rouges en 1975. Depuis la fin des années 1980, et malgré la fin de la guerre, elle peine à retrouver de la vitalité.
Rithy Panh, réalisateur franco-khmer, auteur notamment de "Les Artistes du Théâtre Brûlé" et S21, la machine de mort Khmère rouge, a cependant fait plusieurs films sur son pays de naissance dans les années 1990.

## Patrimoine

### Art ancien
- Art khmer
- Architecture khmère

### Musées
- Musée national du Cambodge
- Musée du camp de Tuol Sleng
- Cambodian Cultural Village
- Cambodian Landmine Museum
- Choeung Ek
- Silver Pagoda, Phnom Penh
- Tuol Sleng Genocide Museum

### Liste du Patrimoine mondial
Le programme Patrimoine mondial (UNESCO, 1971) a inscrit dans sa liste du Patrimoine mondial (au 12/01/2016) : Liste du patrimoine mondial au Cambodge.

### Liste représentative du patrimoine culturel immatériel de l’humanité
Le programme Patrimoine culturel immatériel (UNESCO, 2003) a inscrit dans sa liste représentative du patrimoine culturel immatériel de l’humanité (au 10/01/2016) :
- 2008 : Le Ballet royal du Cambodge[11].
- 2008 : Le Sbek Thom, théâtre d’ombres khmer [12].
- 2015 : Les rituels et jeux de tir à la corde[13].

### Registre international Mémoire du monde
Le programme Mémoire du monde (UNESCO, 1992) a inscrit dans son registre international Mémoire du monde (au 15/01/2016) :
- 2009 : Musée de Tuol Sleng[14]

### Filmographie
- Au royaume du Cambodge, film de Sébastien Braquet, Éd. musicales Lugdivine, Lyon, 2009, 26 min (DVD)